# Sten-Åke Elming
Sten-Åke Elming, född 1948, är en svensk geofysiker.
Elming disputerade 1982 vid Högskolan i Luleå, och har senare blivit professor i geofysik vid Luleå tekniska universitet.
Hans forskning gäller mätmetoder för att hitta föroreningar i grundvatten och jord.
Elming invaldes 2006 som ledamot av Kungliga Vetenskapsakademien.